# Lutz da Cunha
Lutz da Cunha (* 21. April 1956 in Celle; † 18. März 2024 in Güstrow) war ein deutscher Politiker (SPD). Er amtierte von 1994 bis 2011 als letzter Landrat des Landkreises Güstrow vor dessen Auflösung.

## Leben
Lutz da Cunha studierte von 1977 bis 1983 Rechtswissenschaften in Hamburg. 1983 legte er das erste Staatsexamen ab. Nach dem Referendariat und dem zweiten Staatsexamen 1986 arbeitete er als Rechtsanwalt in Hamburg. Im Rahmen der deutschen Wiedervereinigung wechselte er 1991 nach Mecklenburg-Vorpommern und übernahm in der Kreisverwaltung des damaligen Landkreises Lübz die Leitung des Amtes zur Regelung offener Vermögensfragen. Er war seit 1991 SPD-Mitglied.
Bei der ersten Kreisgebietsreform in Mecklenburg-Vorpommern 1994 wurde der Landkreis Lübz aufgelöst. Da Cunha wurde Landrat des Landkreises Güstrow. Nach der Kreisgebietsreform 2011, durch den die Landkreise Güstrow und Bad Doberan zum Landkreis Rostock zusammengelegt wurden, war er noch bis 2015 als Beigeordneter tätig. Im August 2015 ging er in den Ruhestand, im März 2021 schied er aus dem Kreistag des Landkreises Rostock aus.

## Familie
Lutz da Cunha war verheiratet und Vater von drei Söhnen. Sein ältester Sohn ist der SPD-Landtagsabgeordnete Philipp da Cunha.